# Стационе Контурзи Терме (Салерно)
Стационе Контурзи Терме је насеље у Италији у округу Салерно, региону Кампанија.
Према процени из 2011. у насељу је живело 2 становника. Насеље се налази на надморској висини од 81 м.